# سال آبی
سال آبی اشاره به یک دوره دوازده ماهه برای سنجش میزان بارندگی در یک ناحیه دارد. سال آبی از نظر طول زمان به مدت دوازده ماه یا یک سال تمام است.
به دلیل بارش های فصل پائیز و زمستان که در خیلی موارد در قالب بارش برف اتفاق می افتد و تاخیر در ذوب برف تا اواخر تابستان سال بعد، سال آبی منطبق با سال رسمی نیست. به همین دلیل سال آبی عمدتاً مشتمل بر دو سال بیان می‌شود مانند: سال آبی ۱۳۹۲-۱۳۹۳ که در آن نزولات جوی از ابتدای پائیز ۱۳۹۲ تا انتهای تابستان ۱۳۹۳ اندازه گیری می شوند.

## سال آبی در ایران
شروع سال آبی در ایران از ابتدای پائیز است. به این ترتیب یک سال آبی در ایران از ۱ مهرماه شروع می‌شود و تا ۳۱ شهریور سال بعد ادامه می یابد.

## سال آبی در ایالات متحده
در ایالات متحده آمریکا سال آبی از اول اکتبر شروع می‌شود و تا پایان سپتامبر سال بعد ادامه می یابد .